# خوشينان (سقز)
قرية خوشينان (بالكردية: خۆشێنان) هي إحدى القرى التابعة لـخورخوره في ريف قسم زيويه من مقاطعة سقز، في محافظة كردستان الإيرانية.

## السكان
حسب إحصاءات سنة 2006، بلغ إجمالي السكان في خوشينان 123 نسمة وعدد المساكن 20 مسكن. لغة سكان خوشينان هي اللغة الكردية و هم من أهل السنة والجماعة والمذهب الشافعي.